# Maciej Pałyszko
Maciej Pałyszko (né le 2 janvier 1978) est un athlète polonais spécialiste du lancer du marteau. 

## Carrière

### Palmarès
| Année | Compétition                   | Lieu      | Résultat | Performance |
| ----- | ----------------------------- | --------- | -------- | ----------- |
| 1996  | Championnats du monde junior  | Sydney    | 1er      | 71,24 m     |
| 1997  | Championnats d’Europe junior  | Ljubljana | 1er      | 74,12 m     |
| 1999  | Championnats d’Europe espoirs | Göteborg  | 3e       | 73,50 m     |

### Records
| Épreuve           | Performance | Lieu      | Date            |
| ----------------- | ----------- | --------- | --------------- |
| Lancer du marteau | 80,89 m     | Bydgoszcz | 13 juillet 2003 |